# Кијов (Стара Љубовња)
Кијов (слч. Kyjov) насељено је мјесто са административним статусом сеоске општине (слч. obec) у округу Стара Љубовња, у Прешовском крају, Словачка Република.

## Становништво
| Година:    | 1994. | 2004.   | 2014.   | 2024.   |
| ---------- | ----- | ------- | ------- | ------- |
| Број људи: | 716   | 767     | 759     | 740     |
| Разлика:   |       | +7,12 % | -1,04 % | -2,50 % |

| Година:    | 2023. | 2024.   |
| ---------- | ----- | ------- |
| Број људи: | 733   | 740     |
| Разлика:   |       | +0,95 % |

Према подацима о броју становника из 2024. године насеље је имало 740 становника.